# Сідні Вуд
Сідні Вуд (англ. Sidney Wood; 1 листопада 1911 — 10 січня 2009) — колишній американський тенісист.
Найвищу одиночну позицію світового рейтингу — 5 місце досяг 1938 року (за даними А. Волліса Маєрса).
Перемагав на турнірах Великого шолома в одиночному розряді.
Завершив кар'єру 1956 року.

## Фінали турнірів Великого шолома

### Одиночний розряд: 2 (1–1)
| Результат | Рік  | Турнір               | Покриття | Суперник       | Рахунок       |       |
| --------- | ---- | -------------------- | -------- | -------------- | ------------- | ----- |
| Перемога  | 1931 | Вімблдонський турнір | Трава    | Френк Шилдс    | без гри       | [ 2 ] |
| Поразка   | 1935 | Чемпіонат США        | Трава    | Вілмер Еллісон | 2–6, 2–6, 3–6 | [ 3 ] |

### Парний розряд:1 поразка
| Результат | Рік  | Турнір        | Покриття | Партнер    | Суперники                   | Рахунок       |       |
| --------- | ---- | ------------- | -------- | ---------- | --------------------------- | ------------- | ----- |
| Поразка   | 1942 | Чемпіонат США | Трава    | Тед Шредер | Гарднар Маллой Білл Талберт | 7–9, 5–7, 1–6 | [ 4 ] |

### Мікст:1 поразка
| Результат | Рік  | Турнір            | Покриття | Партнер     | Суперники                | Рахунок  |  |
| --------- | ---- | ----------------- | -------- | ----------- | ------------------------ | -------- |  |
| Поразка   | 1932 | Чемпіонат Франції | Ґрунт    | Гелен Віллс | Бетті Натголл Фред Перрі | 4–6, 2–6 |  |